# Дмитро Горицвит
«Дмитро Горицвит» — советский художественный фильм 1961 года режиссёра Николая Макаренко.
Основой сюжета фильма является роман Михаила Стельмаха «Большая родня».
Это второй фильм кинотрилогии. Первый фильм «Кровь людская — не водица», третий «Люди не всё знают».
Фильм посмотрели в советском кинопрокате 21,1 млн зрителей.

## Сюжет
Фильм рассказывает о жизни в одном из украинских сёл, в котором был организован один из первых колхозов.

В русской речи — своеобразие украинской речи! Разве не в этом индивидуальная и национальная особенность таланта художника? Кстати, Н. Макаренко в лучших кадрах фильмов «Кровь людская — не водица» и «Дмитро Горицвит», созданных им в соавторстве с М. Стельмахом, разоблачает свою же мысль.
— Б. Буряк, журнал «Искусство кино», 1964 год

## В ролях
- Анатолий Соловьёв — Дмитро Горицвит
- Майя Коханова — Марта
- Раиса Недашковская — Марьяна
- Евгений Бондаренко — Мирошниченко
- Генрих Осташевский — Нечуйвитер
- Михаил Хорош — старый Горицвит
- Леонид Тарабаринов — Данило Пидопригора
- Екатерина Литвиненко — Докия
- Василий Дашенко — Иван Бондар
- Полина Куманченко — Мария
- Карина Шмаринова — Галина
- Константин Артеменко — Кальницкий
- Александр Гай — Погиба
- Мария Капнист — мать Варчука
- Домиан Козачковский — Сичкарь
- Борис Ивченко — Лифер Сазоненко
- Иван Кононенко-Козельский — Савченко
- Фёдор Ищенко — Александр Пидопригора

## Критика
Не буду подробно анализировать этот фильм, укажу лишь на один, по-моему, весьма характерный его недостаток. В картине с удивительной поспешностью сменяются эпизоды, появляются все новые и новые герои. Режиссер, едва поспевая за сценаристом, просто физически не имеет возможности сказать о героях что-либо своё, добавить что-то к ситуациям, развить их, дать нам вглядеться в события. Режиссер спешит, и в этой спешке, в этом калейдоскопе событий и лиц теряется искусство. Теряется человек, его переживания, подробности его судьбы, особенности его характера. Актёры не успевают раскрывать характеры, они их вынуждены лишь иллюстрировать.— Ежегодник кино, 1961 год